# Kristen Stewart
Kristen Jaymes Stewart (ur. 9 kwietnia 1990 w Los Angeles) – amerykańska aktorka.
Światową rozpoznawalność zyskała dzięki roli Belli Swan w serii Zmierzch. Ponadto wystąpiła w takich produkcjach, jak m.in.: Azyl (2002), Ucieczka w milczenie (2004), Zathura (2005), W świecie kobiet (2007), The Runaways (2010) oraz Królewna Śnieżka i Łowca (2012). W 2010 została nagrodzona statuetką Brytyjskiej Akademii Sztuk Filmowych i Telewizyjnych (BAFTA) dla wschodzącej gwiazdy.

## Życiorys

### Wczesne lata
Urodziła się 9 kwietnia 1990 w Los Angeles. Jest córką Amerykanina Johna Stewarta – kierownika planu i producenta telewizyjnego, który pracował m.in. w Fox, oraz Australijki Jules Mann-Stewart – kierowniczki scenariusza i reżyserki filmu K-11 (2012). Jules w 1953 została adoptowana przez żydowską parę mieszkającą w Kalifornii, Normę i Bena Urmanów; test DNA wykazał, że jeden z biologicznych dziadków Kristen był Żydem aszkenazyjskim. Kristen ma starszego brata, Camerona B. Stewarta, i dwóch adoptowanych braci, Danę i Taylora. W 2012 r. jej matka złożyła pozew o rozwód po 27 latach małżeństwa.
Uczęszczała do lokalnych szkół do siódmej klasy. Kontynuowała naukę zdalnie aż do ukończenia szkoły średniej, by móc pogodzić ją z aktorstwem. Choć nigdy nie planowała być aktorką, ze względu na pracę swoich rodziców często o tym myślała.

### Kariera
Rozpoczęła przygodę z aktorstwem w wieku ośmiu lat po tym, jak agent zobaczył jej występ w bożonarodzeniowym przedstawieniu w szkole podstawowej. Jej filmowym debiutem był niemy epizod w telewizyjnej produkcji Disney Channel Metamorfoza, zagrała też niewielką rolę w filmie Flintstonowie: Niech żyje Rock Vegas! Następnie wystąpiła w niezależnym filmie Witamy w naszej dzielnicy w roli córki porzuconej kobiety z problemami. Tę zagrała Patricia Clarkson. W 2002 zagrała ponurą diabetyczkę Sarah, córkę samotnej Meg (Jodie Foster) w thrillerze Azyl (reż. David Fincher). Za tę kreację otrzymała nominację do Nagrody młodych artystów. Stało się to ponownie rok później za sprawą kolejnego thrillera Cold Creek Manor i roli córki bohaterów Dennisa Quaida i Sharon Stone. Rozwój kariery zmusił Kristen do kontynuowania nauki zdalnie.

Pierwszą główną rolę zagrała w wieku 14 lat w komedii akcji dla dzieci Łapcie tę dziewczynę (2004) u boku Maxa Thieriota i Corbina Bleu. Zyskała przychylne recenzje za występ w roli Melindy, dziewczyny przeżywającej załamanie po gwałcie, w filmie Ucieczka w milczenie (Speak, 2004) opartym na powieści Laurie Halse Anderson. The New York Times napisał: 
Pani Stewart tworzy przekonującą postać pełną bólu i niepokoju.
Rok 2005 to występ aktorki w fantastycznym filmie akcji Zathura – Kosmiczna przygoda. Zagrała nieodpowiedzialną siostrę, której młodsi bracia zamieniają dom w statek kosmiczny. Film był chwalony przez krytyków, ale występ Stewart nie wzbudził większego zainteresowania mediów. Jej postać nie była zbyt rozbudowana. Kolejna była rola Mayi w filmie Dzikie plemię Griffina Dunne'a. Po niej otrzymała główną rolę Jess Solomon w thrillerze fantastycznym Posłańcy.

Także w 2007 pojawiła się w tragikomedii W świecie kobiet jako nastolatka Lucy Hardwicke z Meg Ryan i Adamem Brodym. Film, jak również występ Stewart, otrzymał mieszane recenzje. Trzeci występ w tym roku to Wszystko za życie w reżyserii Seana Penna. Za rolę Tracy – nastoletniej piosenkarki, która podkochuje się w młodym poszukiwaczu przygód Christopherze (w tej roli Emile Hirsch) – także zebrała mieszane recenzje. Podczas gdy Salon.com uznał jej grę za "solidną, wrażliwą", a Chicago Tribune zauważyło, że "świetnie poradziła sobie z zarysem postaci", krytyk Variety, Dennis Harvey, powiedział: 
Nie jest jasne, czy Stewart chce grać hipisowską laskę Tracy jako próżną, czy tak jak to wypada.
Rola przyniosła jej czwartą i ostatnią nominację do Nagrody młodych artystów. Potem pojawiła się w filmach: Jumper i Co jest grane. Jej występ w niezależnym tytule The Cake Eaters otrzymał wiele pozytywnych recenzji. Bill Goodykoontz z The Arizona Republic stwierdził, że Stewart
Naprawdę błyszczy. (...) Doskonale radzi sobie na dwóch płaszczyznach, dając Glorii siłę niepozwalającą jej współczuć, jednocześnie nie dając zapomnieć o jej wrażliwości.
16 listopada 2007 Summit Entertainment ogłosiło, że zagra główną bohaterkę – Isabellę „Bellę” Swan – w filmie o wampirach pt. Zmierzch, opartym na bestsellerowej powieści Stephenie Meyer. Reżyserka Catherine Hardwicke przeprowadziła z nią w tej sprawie nieformalny test na planie Krainy przygód (2009). Poczuła się po nim "oczarowana". Produkcja Zmierzchu trwała od lutego do maja 2008, a premiera odbyła się w listopadzie. Stewart – występująca u boku Roberta Pattinsona, znanego wcześniej głównie z roli Cedrica Diggory’ego w filmie Harry Potter i Czara Ognia – otrzymała niejednoznaczne recenzje. Niektórzy krytycy określali ją jako "idealny wybór do obsady" i chwalili za oddanie "dystansu Belli, jak również potrzeby przełamania go". Inni określali jej grę jako "płaską" zarzucając brak różnorodności w mimice.

Otrzymała pochwały za rolę w napisanym i wyreżyserowanym przez Grega Mottolę komediodramacie Kraina przygód (2009). Krytyk James Berardinelli powiedział: 
Stewart jest w tej roli kimś więcej, niż tylko ślicznotką - czyni z Em w pełni wyrażoną postać, a niektóre z najbardziej zawiłych wyrażeń kamera widzi w oczach Kristen.
Kenneth Turan z Los Angeles Times powiedział, że Stewart jest "piękna, enigmatyczna i bardzo doświadczona", a James Rocchi z MSN Movies stwierdził: "wrażliwą, upiorną siłę Stewart wykorzystano z niezłym efektem.". Następnie ponownie wcieliła się w Bellę, tym razem w sequelu Zmierzchu, ponownie otrzymała za tę rolę pośrednie recenzje. Jordan Mintzer z Variety nazwał ją „sercem i duszą filmu” oraz pochwalił za nadanie „zarówno wagi, jak i głębi dialogom”
Sprawia, że psychologiczne rany Belli wydają się być prawdziwe. 
Z kolei Manohla Dargis z The New York Times stwierdziła, że „blues samotnej dziewczyny szybko staje się nużący” a Bill Goodykoontz z The Arizona Republic ocenił: 
Stewart jest ogromnym rozczarowaniem (...) Wysysa energię z filmu". 
Kristen powtórzyła rolę także w trzecim filmie sagi.
Od 2016 jest twarzą Chanel, występuje w kampaniach reklamujących kosmetyki oraz perfumy tej firmy.
Zasiadała w jury konkursu głównego na 71. MFF w Cannes (2018). Przewodniczyła obradom jury konkursu głównego na 73. MFF w Berlinie (2023).

## Życie prywatne
Jest osobą biseksualną. Od 2009 do 2013 spotykała się z Robertem Pattinsonem, z którym poznała się na planie Zmierzchu. W 2012 zdradziła go z Rupertem Sandersem. Później umawiała się z piosenkarką SoKo i przez dłuższy czas z Alicią Cargile. Od końca 2016 spotykała się z aniołkiem Victoria Secret, Stellą Maxwell. Od 31 stycznia 2019 aktorka spotykała się z Sarą Dinkin. W październiku 2021 roku, zaręczyła się ze swoją partnerką, Dylan Meyer, z którą spotyka się od dwóch lat.

## Filmografia
| Rok  | Tytuł                                   |  | Rola                           | Uwagi                                      |
| ---- | --------------------------------------- |  | ------------------------------ | ------------------------------------------ |
| 1999 | Metamorfoza                             |  | Dziewczyna w Fountain linii    | Film telewizyjny; niewymieniona w czołówce |
| 2000 | Flintstonowie: Niech żyje Rock Vegas!   |  | dziewczyna rzucająca obręczami | Niewymieniona w czołówce                   |
| 2001 | Witamy w naszej dzielnicy               |  | Sam Jennings                   | wydanie ograniczone                        |
| 2002 | Azyl                                    |  | Sarah Altman                   |                                            |
| 2003 | Cold Creek Manor                        |  | Kristen Tilson                 |                                            |
| 2004 | Ucieczka w milczenie                    |  | Melinda Sordino                |                                            |
| 2004 | Łapcie tę dziewczynę                    |  | Maddy                          |                                            |
| 2004 | Mroczne dziedzictwo                     |  | Lila                           |                                            |
| 2005 | Dzikie plemię                           |  | Maya Osbourne                  | wydanie ograniczone                        |
| 2005 | Zathura – Kosmiczna przygoda            |  | Lisa                           |                                            |
| 2007 | Posłańcy                                |  | Jessica „Jess” Solomon         |                                            |
| 2007 | W świecie kobiet                        |  | Lucy Hardwicke                 |                                            |
| 2007 | Trudna miłość                           |  | Georgia                        | wydanie ograniczone                        |
| 2007 | Wszystko za życie                       |  | Tracy Tatro                    |                                            |
| 2007 | Cutlass                                 |  | Młoda Robin                    | film krótkometrażowy                       |
| 2008 | Jumper                                  |  | Sophie                         |                                            |
| 2008 | Co jest grane?                          |  | Zoe                            |                                            |
| 2008 | Zmierzch                                |  | Bella Swan                     | główna rola                                |
| 2009 | Kraina przygód                          |  | Emily „Em” Lewin               |                                            |
| 2009 | Saga „Zmierzch”: Księżyc w nowiu        |  | Bella Swan                     | główna rola                                |
| 2010 | The Yellow Handkerchief                 |  | Martine                        | wydanie ograniczone                        |
| 2010 | The Runaways: Prawdziwa historia        |  | Joan Jett                      |                                            |
| 2010 | Witamy u Rileyów                        |  | Mallory                        |                                            |
| 2010 | Saga „Zmierzch”: Zaćmienie              |  | Bella Swan                     | główna rola                                |
| 2011 | Saga „Zmierzch”: Przed świtem – część 1 |  | Bella Swan/Cullen              | główna rola                                |
| 2012 | Królewna Śnieżka i Łowca                |  | Królewna Śnieżka               |                                            |
| 2012 | W drodze                                |  | Marylou                        |                                            |
| 2012 | Saga „Zmierzch”: Przed świtem – część 2 |  | Bella Cullen                   | główna rola                                |
| 2014 | Obóz X-Ray                              |  | Amy Cole                       |                                            |
| 2014 | Sils Maria                              |  | Valentine                      |                                            |
| 2014 | Motyl Still Alice                       |  | Lydia Howland                  |                                            |
| 2015 | American Ultra                          |  | Phoebe Larson                  |                                            |
| 2016 | Śmietanka towarzyska                    |  | Vonnie                         |                                            |
| 2016 | Kobiecy świat                           |  | Elizabeth Travis               |                                            |
| 2016 | Stylistka (Personal Shopper)            |  | Maureen Cartwright             |                                            |
| 2017 | Lizzie                                  |  | Bridget Sullivan               |                                            |
| 2018 | Jeremiah Terminator LeRoy               |  | Savannah Knoop                 |                                            |
| 2019 | Seberg                                  |  | Jean Seberg                    | główna rola                                |
| 2019 | Aniołki Charliego                       |  | Sabina Wilson                  |                                            |
| 2020 | Głębia strachu                          |  | Norah Price                    |                                            |
| 2020 | Happiest Season                         |  | Abby                           |                                            |
| 2021 | Spencer                                 |  | księżna Diana Spencer          |                                            |

## Nagrody i nominacje
| 2022 |                        | Spencer                                 |                                           | Najlepsza aktorka pierwszoplanowa       | nominacja |                                             |
| Rok  |                        | Przedmiot nominacji                     | Nagroda                                   | Kategoria                               | Rezultat  | Uwagi                                       |
| ---- | ---------------------- | --------------------------------------- | ----------------------------------------- | --------------------------------------- | --------- | ------------------------------------------- |
| 2002 |                        | Azyl                                    | Nagroda Młodych Artystów                  | Najlepsza pierwszoplanowa rola filmowa  | Nominacja |                                             |
| 2003 |                        | Cold Creek Manor                        | Nagroda Młodych Artystów                  | Najlepsza drugoplanowa rola filmowa     | Nominacja |                                             |
| 2004 |                        | Mroczne dziedzictwo                     | Nagroda Młodych Artystów                  | Najlepsza drugoplanowa rola filmowa     | Nominacja |                                             |
| 2007 |                        | Wszystko za życie                       | Nagroda Młodych Artystów                  | Najlepsza drugoplanowa rola filmowa     | Nominacja |                                             |
| 2007 |                        | Wszystko za życie                       | Nagroda Gildii Aktorów Ekranowych         | Najlepsza obsada filmowa                | Nominacja | cała obsada                                 |
| 2008 |                        | Zmierzch                                | MTV Movie Award                           | Najlepsza aktorka                       | Wygrana   |                                             |
| 2008 |                        | Zmierzch                                | MTV Movie Award                           | Najlepszy pocałunek filmowy             | Wygrana   | z Robertem Pattinsonem                      |
| 2008 |                        | Zmierzch                                | Teen Choice Award                         | Najlepsza aktorka                       | Wygrana   |                                             |
| 2008 |                        | Zmierzch                                | Teen Choice Award                         | Najlepszy pocałunek filmowy             | Wygrana   | z Robertem Pattinsonem                      |
| 2008 |                        | Zmierzch                                | Scream Award                              | Najlepsza aktorka fantasy               | Wygrana   |                                             |
| 2008 |                        | Zmierzch                                | Scream Award                              | Najlepsza obsada filmowa                | Nominacja | z całą obsadą                               |
| 2008 |                        | Zmierzch                                | People's Choice Award                     | Ulubiona ekranowa „paczka"              | Wygrana   | z Robertem Pattinsonem i Taylorem Lautnerem |
| 2008 |                        | Zmierzch                                | People's Choice Award                     | Ulubiona aktorka filmowa                | Nominacja |                                             |
| 2009 |                        | Kraina przygód                          | Gotham Award                              | Najlepsza obsada filmowa                | Nominacja | z całą obsadą                               |
| 2009 |                        | Saga „Zmierzch”: Księżyc w nowiu        | BAFTA Award                               | Wschodząca gwiazda                      | Wygrana   |                                             |
| 2009 |                        | Saga „Zmierzch”: Księżyc w nowiu        | Nickelodeon Kids’ Choice Award            | Najlepsza para ekranowa                 | Wygrana   | z Taylorem Lautnerem                        |
| 2009 |                        | Saga „Zmierzch”: Księżyc w nowiu        | Nickelodeon Kids’ Choice Award            | Najlepsza para ekranowa                 | Nominacja | z Robertem Pattinsonem                      |
| 2009 |                        | Saga „Zmierzch”: Księżyc w nowiu        | MTV Movie Award                           | Najlepsza aktorka                       | Wygrana   |                                             |
| 2009 |                        | Saga „Zmierzch”: Księżyc w nowiu        | MTV Movie Award                           | Najlepszy filmowy pocałunek             | Wygrana   | z Robertem Pattinsonem                      |
| 2009 |                        | Saga „Zmierzch”: Księżyc w nowiu        | Złote Maliny                              | Najgorsza ekranowa para                 | Nominacja | z Robertem Pattinsonem                      |
| 2009 | z Taylorem Lautnerem   | Saga „Zmierzch”: Księżyc w nowiu        | Złote Maliny                              | Najgorsza ekranowa para                 | Nominacja |                                             |
| 2009 |                        | Saga „Zmierzch”: Księżyc w nowiu        | Teen Choice Award                         | Najlepsza aktorka filmowa fantasy       | Wygrana   |                                             |
| 2010 |                        | The Runaways: Prawdziwa historia        | Teen Choice Award                         | Najlepsza aktorka                       | Nominacja |                                             |
| 2010 |                        | The Runaways: Prawdziwa historia        | MTV Movie Award                           | Najlepszy pocałunek filmowy             | Nominacja | z Dakotą Fanning                            |
| 2010 |                        | Witamy u Rileyów                        | Milan International Film Festival         | Najlepsza aktorka                       | Wygrana   |                                             |
| 2010 |                        | Saga „Zmierzch”: Zaćmienie              | Brazilian Kids’ Choice Award              | Para roku                               | Wygrana   | z Robertem Pattinsonem                      |
| 2010 |                        | Saga „Zmierzch”: Zaćmienie              | Nickelodeon Australian Kids’ Choice Award | Ulubiony pocałunek filmowy              | Nominacja | z Taylorem Lautnerem                        |
| 2010 | z Robertem Pattinsonem | Saga „Zmierzch”: Zaćmienie              | Nickelodeon Australian Kids’ Choice Award | Ulubiony pocałunek filmowy              | Nominacja |                                             |
| 2010 |                        | Saga „Zmierzch”: Zaćmienie              | Scream Award                              | Najlepsza aktorka fantasy               | Wygrana   |                                             |
| 2010 |                        | Saga „Zmierzch”: Zaćmienie              | People's Choice Award                     | Ulubiona aktorka filmowa                | Wygrana   |                                             |
| 2010 |                        | Saga „Zmierzch”: Zaćmienie              | People's Choice Award                     | Ulubiona ekranowa „paczka"              | Wygrana   | z Taylorem Lautnerem i Robertem Pattinsonem |
| 2010 |                        | Saga „Zmierzch”: Zaćmienie              | People's Choice Award                     | Ulubiona gwiazda filmowa poniżej 25 lat | Nominacja |                                             |
| 2010 |                        | Saga „Zmierzch”: Zaćmienie              | Złota Malina                              | Najgorsza obsada filmowa                | Nominacja | z całą obsadą                               |
| 2010 | Najgorsza aktorka      | Saga „Zmierzch”: Zaćmienie              | Złota Malina                              |                                         | Nominacja |                                             |
| 2011 |                        | Saga „Zmierzch”: Zaćmienie              | Nickelodeon Kids’ Choice Award            | Najlepsza aktorka filmowa               | Nominacja |                                             |
| 2011 |                        | Saga „Zmierzch”: Zaćmienie              | MTV Movie Award                           | Najlepsza aktorka                       | Wygrana   |                                             |
| 2011 |                        | Saga „Zmierzch”: Zaćmienie              | MTV Movie Award                           | Najlepszy pocałunek filmowy             | Nominacja | z Taylorem Lautnerem                        |
| 2011 |                        | Saga „Zmierzch”: Zaćmienie              | MTV Movie Award                           | Najlepszy pocałunek filmowy             | Wygrana   | z Robertem Pattinsonem                      |
| 2011 |                        | Saga „Zmierzch”: Zaćmienie              | Teen Choice Award                         | Ulubiona aktorka fantasy                | Nominacja |                                             |
| 2011 |                        | Saga „Zmierzch”: Zaćmienie              | Teen Choice Award                         | Najlepszy pocałunek filmowy             | Nominacja | z Robertem Pattinsonem                      |
| 2011 | z Taylorem Lautnerem   | Saga „Zmierzch”: Zaćmienie              | Teen Choice Award                         | Najlepszy pocałunek filmowy             | Nominacja |                                             |
| 2011 |                        | Saga „Zmierzch”: Przed świtem – część 1 | Złota Malina                              | Najgorsza obsada filmowa                | Nominacja | z całą obsadą                               |
| 2011 | Najgorsza aktorka      | Saga „Zmierzch”: Przed świtem – część 1 | Złota Malina                              |                                         | Nominacja |                                             |
| 2011 |                        | Saga „Zmierzch”: Przed świtem – część 1 | Złota Malina                              | Najgorsza para filmowa                  | Nominacja | z Taylorem Lautnerem i Robertem Pattinsonem |
| 2012 |                        | Saga „Zmierzch”: Przed świtem – część 1 | Nickelodeon Kids’ Choice Award            | Najlepsza aktorka filmowa               | Wygrana   |                                             |